# Richard Fitzwilliam
Richard FitzWilliam (24 juillet 1711 - 25 mai 1776, Mount Merrion), est un pair, titré 6e vicomte Fitzwilliam et un promoteur immobilier irlandais.

## Biographie
Il est le fils aîné de Richard Fitzwilliam (5e vicomte Fitzwilliam), et de Frances Shelley, fille de John Shelley, 3e baronnet. Il remplace son père en tant que vice-amiral de Leinster en 1728 et lui succède comme vicomte en 1743 et siège à la Chambre des lords irlandaise. Il est fait chevalier de l'Ordre du Bain en 1744 et élu membre de la Royal Society en 1747. Il est admis au Conseil privé d'Irlande en 1766.
Il vit quelque temps à Richmond Green avec son beau-père, Matthew Decker, un riche négociant d'origine néerlandaise, mais retourne à Mount Merrion, le siège principal de la famille à Dublin. Il est enterré au cimetière Donnybrook.

## Famille
Lord FitzWilliam épouse Catherine Decker, fille aînée de Matthew Decker, 1er baronnet et de son épouse Henrietta Watkins, le 3 mai 1744: Horace Walpole juge le mariage suffisamment remarquable pour être mentionné dans sa correspondance. Ils ont plusieurs enfants:
- Richard Fitzwilliam (7e vicomte Fitzwilliam), (c. 22 août 1745, Richmond - 1816)
- Henrietta FitzWilliam, (16 octobre 1746 Richmond -)
- William Fitzwilliam, (18 septembre 1749 Richmond -)
- Mary FitzWilliam, (20 août 1748, Richmond -)
- John FitzWilliam, 8e vicomte Fitzwilliam, (21 octobre 1752 Richmond - 1830)
- Catherine FitzWilliam, (30 octobre 1753 Richmond -)
- Thomas FitzWilliam, 9e vicomte Fitzwilliam (3 septembre 1755 Richmond - janvier 1833)[3]